# Clementoni
Clementoni är en av Italiens ledande pussel- och speltillverkare. Företaget bildades 1963 och huvudfabriken finns i Recanati, Italien.

## Officiell webbsida
- Clementoni